# Тауаль
Тауаль (ісп. Tahual) - стратовулкан на півдні Гватемали. Глибоко розсічений вулкан Тауаль підійматися на ~700 м над рівнинами на південь від міста Монхас. Вершина вкритого лісом стратовулкана порізана широким ерозійним кратером, який тягнеться до основи вулкана і вузько проривається на північний схід. Голоценовий пірокластичний конус поблизу північно-східної основи живив короткий потік базальтової лави. Мальовниче озеро Лагуна-де-Ойо лежить на півночі. Цей кратер із крутими стінами та шлаковий конус на північному фланзі розташовані вздовж розломів, що межують із грабеном, який простягається через східне підніжжя вулкана до сусідньої кальдери Ретана на південному сході.

## Дивіться також
- Список вулканів Гватемали